# Langer Gottfried
Der Lange Gottfried (so die Bezeichnung im Volksmund) ist ein Haus an der Hauptstraße 53 und bezeichnet ein unter Denkmalschutz stehendes Profangebäude in Oerlinghausen, Kreis Lippe in (Nordrhein-Westfalen). Das Wohnhaus ist mit der Nummer 58 als Baudenkmal in die städtische Denkmalliste eingetragen und gilt als das älteste Haus in Oerlinghausen.

## Geschichte
Der Bauherr, Johann Barkhausen, ließ das Gebäude im Jahr 1618 am Passweg über den Tönsberg gegenüber der Alexanderkirche errichten. Er war im gleichen Jahr zum Vogt ernannt worden und erhielt vom lippischen Grafen Simon VII. die Erlaubnis, einen Krug zu eröffnen. Gleichzeitig wurde ihm gestattet, im Haus Handel mit Leinen und Garn zu treiben. Schon bald war in seinem Krug durch auswärtige Passwegbenutzer mehr Betrieb als in anderen Oerlinghauser Gasthöfen.
Nach dem Tod Johann Barkhausens 1636 übernahm sein Sohn Simon den Krug. Er verschaffte sich eine zusätzliche Einnahmequelle durch Schnapsbrennerei und das Brauen von Bier. Die Geschäfte liefen gut; im Viehstandsregister von 1652 sind vier Pferde, 19 Kühe, 20 Schweine und 187 Schafe eingetragen. Dennoch hinterließ Simon Barkhausen nach seinem Tod 1681 den Erben hohe Schulden. Das Haus konnte nur mit finanzieller Unterstützung des Meiers Johann Arnold zu Barkhausen im Besitz der Familie bleiben. Simons Tochter Anna und ihr Mann Cord Henrich Grote führten den Krug weiter, der zu Ehren des verstorbenen Bauherrn Johann Barkhausen nun Zum alten Vogt genannt wurde.
Ab 1745 gab es mit Henrich Ernst Wistinghausen einen neuen Eigentümer, der einen Anbau an der Ostseite im Fachwerkstil veranlasste. Jahre später übernahm ein weiterer Eigentümer namens Lübbertsmeier den Krug und richtete hier eine Bäckerei ein. Das Haus bekam im Volksmund zu dieser Zeit den Namen Langer Gottfried. Die Geschäfte liefen schlecht und Lübbertsmeier war schließlich zahlungsunfähig, sodass der Krug 1859 versteigert werden musste. Damit war die Konzession für den Krug erloschen.
Neuer Besitzer war der Zigarrenfabrikant Moses Paradies gemeinsam mit seinem Bruder, dem Kaufmann Heinemann Paradies. Es ist überliefert, dass auch Kinder im Betrieb für wenig Lohn beschäftigt wurden – in dieser Zeit eine allgemein übliche Praxis. Das Haus erhielt einen Anbau am Schneiderbrink und im Keller ließ die jüdische Gemeinde um 1860 eine Mikwe einbauen. Das Tauchbad diente den jüdischen Frauen zur rituellen Körperreinigung. Außerdem gab es im Haus bis 1892 eine jüdische Elementarschule. Auch die Brüder Paradies mussten Konkurs anmelden und das Haus ging in den Besitz von Kaufmann Friedrich Wiskemann über, der die umliegenden Gastwirtschaften und Krüge mit alkoholischen Getränken belieferte. Seitdem konnte die Mikwe nicht mehr benutzt werden, da im Keller Bierfässer lagerten. Danach wechselte das Haus noch mehrmals den Besitzer.
Der Oerlinghauser Heimatforscher Werner Höltke wies darauf hin, dass noch im Jahr 2011 eine Vertiefung im Kellerboden den Ort der ehemaligen Mikwe anzeigte. Zwischen 2011 und 2012 wurde das Haus renoviert und umgebaut und bietet nun Platz für acht Mietwohnungen.